# Jean-Clarence Lambert

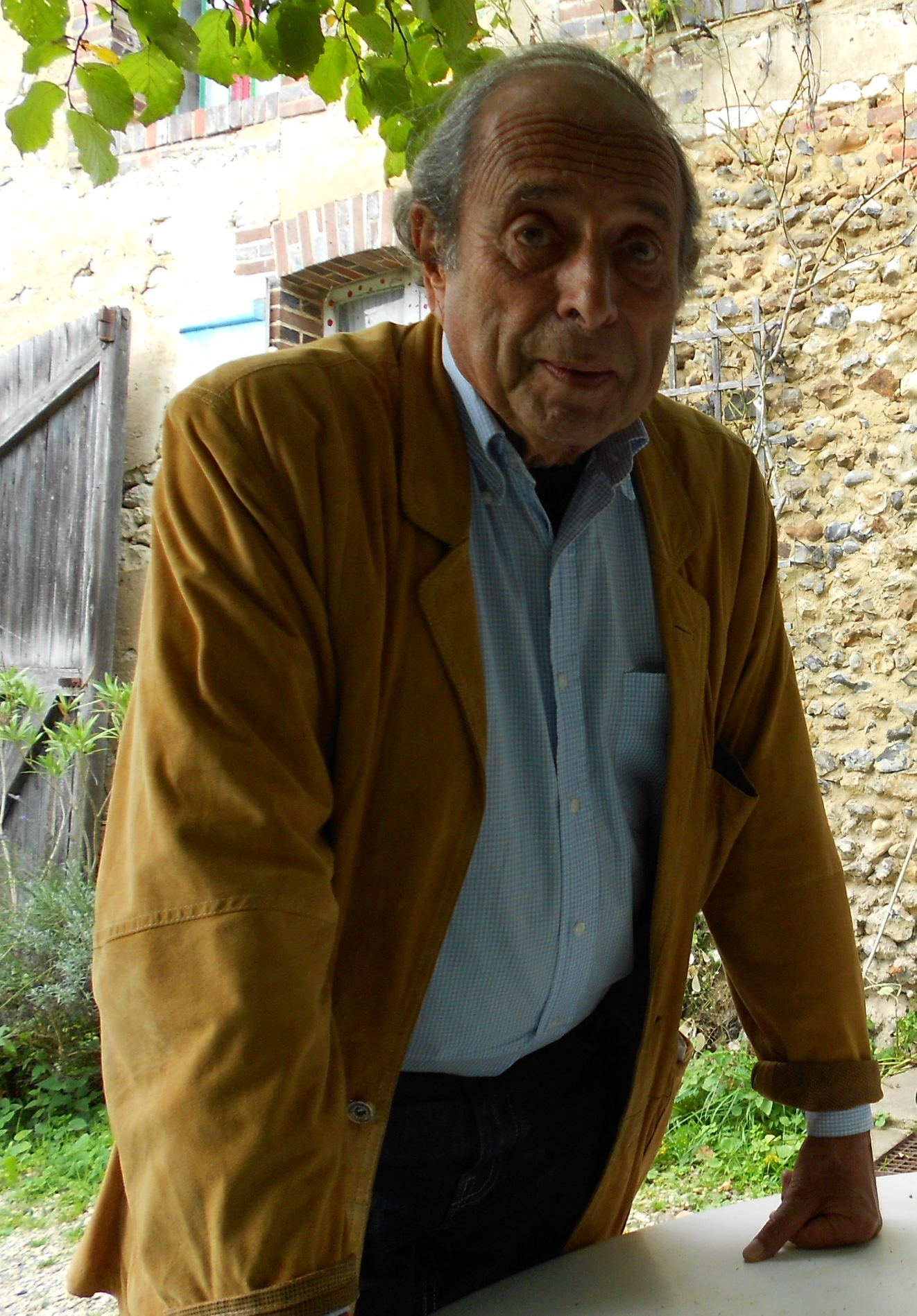
Jean-Clarence Lambert.

Jean-Clarence Lambert, född den 24 juli 1930 i Paris, är en fransk poet och översättare, specialiserad i konst. 
Lambert har översatt bland andra de modernistiska poeterna Artur Lundkvist, Erik Lindegren och Gunnar Ekelöf till franska.